# Цифрови валути на централните банки
Цифрова валута на централната банка (ЦВЦБ) е концептуална цифрова валута, предложена за издаване от централни банки. Терминът произлиза от английски - Central Bank Digital Currency (CBDC). 
Настоящата концепция за ЦВЦБ е вдъхновена от биткойн и други криптовалути, базирани на блокчейн, но се различава по това, че парите се емитират от държавата и имат статут на официално платежно средство. В доклад на Банката за международни разплащания се посочва, че макар терминът „цифрова валута на централните банки“ да не е добре дефиниран, „се счита, че става въпрос за нова форма на пари на централните банки, която е различна от салдата по традиционни резервни или сетълмент сметки."
Към 2023 година ЦБЦБ има следния статут по държави и територииː
- В масова употреба - 11 държави
  - Нигерия, Бахамски острови, Ямайка, Ангила, Гренада и др.
- В тестова употреба - 18 държави
  - Австралия, Индия, Иран, Китай, Малайзия, Русия, Украйна, Саудитска Арабия, Сингапур, Тайланд, Швеция, Южна Корея, Япония и др.
- В процес на разработка - 32 държави
  - Бразилия, Великобритания, Венецуела, Европейски Съюз, Индонезия, Канада, САЩ, Турция и др.
- В процес на проучване - 39 държави
  - Беларус, Колумбия, Мексико, Пакистан, Перу, Унгария, Чехия и др.

## Видове ЦВЦБ
Следните видове цифрови валути на централните банка се разграничават според тяхното предназначение:
- цифров еквивалент на пари в брой;
- междубанков сетълменти;
- инструмент на паричната политика;
- еквивалент на сметка, открита в централната банка

## Предимства
- По-голямо финансово достъпност: ЦВЦБ биха могли да увеличат финансовото приобщаване чрез предоставяне на достъп до финансови услуги за хора, които нямат банкови услуги или са недостатъчно банкови, особено в развиващите се страни.
- По-ниски трансакционни разходи: ЦВЦБ могат да намалят трансакционните разходи и да премахнат необходимостта от посредници, като процесори за обработка на плащания или банки, което може да доведе до по-бързи и по-евтини трансакции.
- Подобрена парична политика: ЦВЦБ биха могли да дадат на централните банки по-голям контрол върху паричната политика, позволявайки им да управляват инфлацията, да стабилизират икономиката и да реагират по-ефективно на кризи.
- Повишена прозрачност: ЦВЦБ могат да увеличат прозрачността чрез предоставяне на публичен регистър на трансакциите, което улеснява наблюдението и предотвратяването на незаконни дейности като пране на пари и финансиране на тероризма.
- Подобрена ефективност на плащанията: ЦВЦБ могат да позволят незабавни и сигурни плащания, което може да подобри ефективността и производителността, особено за трансгранични трансакции.
- Устойчивост и стабилност: ЦВЦБ биха могли да осигурят по-голяма устойчивост и стабилност на финансовата система чрез намаляване на риска от изтичане на банки и увеличаване на наличността на ликвидност.
- По-добър достъп до фондовете на централната банка: ЦВЦБ могат да осигурят по-добър достъп до фондовете на централната банка, което би могло да намали зависимостта от търговските банки и да повиши ефективността на паричната политика.
- Повишени иновации: ЦВЦБ биха могли да стимулират иновациите чрез създаване на нови възможности за разработчиците и предприемачите да създават иновативни финансови приложения и услуги.
- Международна употреба: ЦВЦБ могат да се използват като глобална резервна валута, което може да увеличи тяхното търсене и влияние на международните пазари.
- Подкрепа за цифрова икономика: ЦВЦБ могат да подкрепят растежа на цифровата икономика, като предоставят сигурно и ефективно средство за плащане за цифрови стоки и услуги.

## Недостатъци
- Рискове за киберсигурността: Тъй като ЦВЦБ са изцяло цифрови, те могат да бъдат уязвими на кибератаки, измами и хакване, което може да доведе до значителни загуби.
- Притеснения относно поверителността: ЦВЦБ могат да предизвикат притеснения относно поверителността, тъй като всички трансакции ще бъдат записвани в централна база данни, която може да бъде наблюдавана от правителството и потенциално може да наруши поверителността на хората.
- Технологични предизвикателства: Разработването и прилагането на ЦВЦБ може да бъде сложно и скъпо, тъй като ще изисква значителни инвестиции в технологична инфраструктура.
- Оперативна съвместимост: Може да е трудно да се осигури оперативна съвместимост между различни ЦВЦБ, издадени от различни централни банки, което може да създаде усложнения за трансграничните трансакции.
- Финансова стабилност: ЦВЦБ биха могли потенциално да дестабилизират финансовата система, тъй като биха могли да причинят отклоняване от традиционните банки, което да доведе до спад в банковите депозити и кредитиране.
- Правни и регулаторни въпроси: ЦВЦБ могат да повдигнат правни и регулаторни въпроси, особено относно разпоредбите за борба с прането на пари и финансирането на тероризма.
- Приемане от потребителите: Приемането на ЦВЦБ от потребителите може да бъде предизвикателство, особено сред по-старите поколения, които може да са по-свикнали да използват традиционните форми на плащане.
- Конкуренция: ЦВЦБ могат да се сблъскат с конкуренция от съществуващи системи за цифрови плащания, като криптовалути, стабилни монети и приложения за мобилни плащания, които вече се използват широко.
- Суверенитет и геополитически рискове: ЦВЦБ могат да имат последици за националния суверенитет и да създадат геополитически рискове, особено ако станат доминиращи световни валути.
- Оперативни рискове: Оперативните рискове, свързани с ЦВЦБ, като прекъсване на системата или технически проблеми, могат да имат тежки последици, предвид значителните суми пари, които могат да бъдат включени.

## Критики
Тъй като повечето дигитални валути на централните банки са централизирани, а не децентрализирани като повечето криптовалути, правителствата имат достъп върху всички финансови трансакции. Проследяването на паричните потоци може да доведе до загуба на финансова поверителност, автоцензура, влошаване свободата на словото, ако внедряването на ЦВЦБ няма адекватна защита на поверителността. Има възможност дисидентите и активистите да видят цифровите си портфейли изпразнени или нефункциониращи. Друг проблем е забраната на покупките на продукти, например цифровата валута може да забранява купуването на алкохол в делничен ден. Цифровата валута също е програмируема и правителствата теоретично могат да раздават пари, които изтичат в рамките на определен период от време или пари, които могат да се използват само за определени стоки и услуги. Например в китайската пилотна програма парите имат срок на годност от няколко седмици, защото властите се надяват да стимулират потреблението.